# Фокино (пункт базирования)
Фокино — пункт базирования Тихоокеанского флота России в Приморском крае, оборудованный для стоянки и осуществления всех видов обеспечения кораблей. Предназначен для безопасной стоянки соединений кораблей (судов) и частей в заданной степени боевой готовности, восстановления боеспособности, проведения боевой подготовки и обеспечения разносторонней деятельности как в мирное, так и в военное время.

## Географическое положение
Военно-морская база Фокино расположена на юге Приморского края, на берегу залива Петра Великого, акватории Японского моря в одноимённом городе Фокино, в 50 км от города Находка и в 130 км от города Владивосток.

## История военно-морской базы

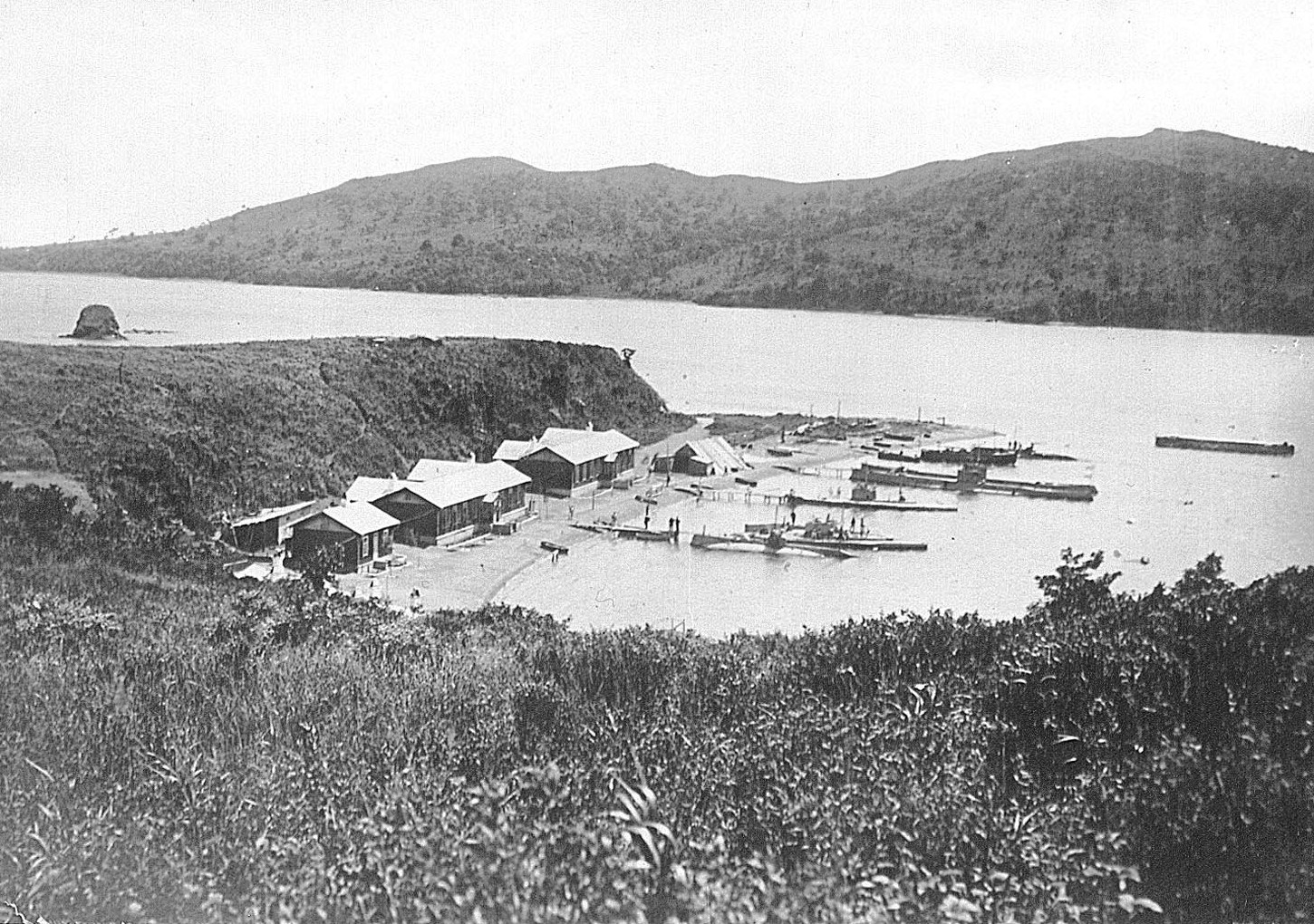
Подводные лодки Сибирской флотилии в бухте Разбойник залива Стрелок, ранее 1914 года

История Фокино неразрывно связана с историей развития флота на Дальнем Востоке, и начинается в 1867 году, когда в бухте Разбойник залива Стрелок был создан временный пост для контроля золотодобычи на острове Аскольд. Затем здесь были основаны село Промысловка и флотский поселок Тихоокеанский.
В 1922 году были созданы Морские силы Дальнего Востока в составе Владивостокского отряда кораблей и Амурской военной флотилии. В 1926 году Морские силы Дальнего Востока были расформированы. Владивостокский отряд кораблей был передан Морской пограничной охране Дальнего Востока, а Амурская военная флотилия стала отдельным объединением. Вновь Морские силы дальнего Востока были созданы в апреле 1932 года. 11 января 1935 Морские силы Дальнего Востока были переименованы в Тихоокеанский флот (ТОФ).
В 1923 году во Владивостоке были отремонтированы и введены в строй миноносцы «Бравый», «Твердый», «Точный», канонерская лодка «Красный Октябрь», переоборудованная из портового ледокола «Надежный» и несколько вспомогательных судов. В 1932 году вступил в строй дивизион торпедных катеров и прибыли 8 подводных лодок. Тихоокеанский флот получил 26 малых подводных лодок, создавались военно-морская авиация, береговая оборона. В 1937 году было открыто Тихоокеанское военно-морское училище. В августе 1939 года в составе флота была сформирована Северная Тихоокеанская военная флотилия с главной базой в Советской Гавани. Задачей флотилии являлась оборона побережья и морских коммуникаций в районах Татарского пролива и Охотского моря.

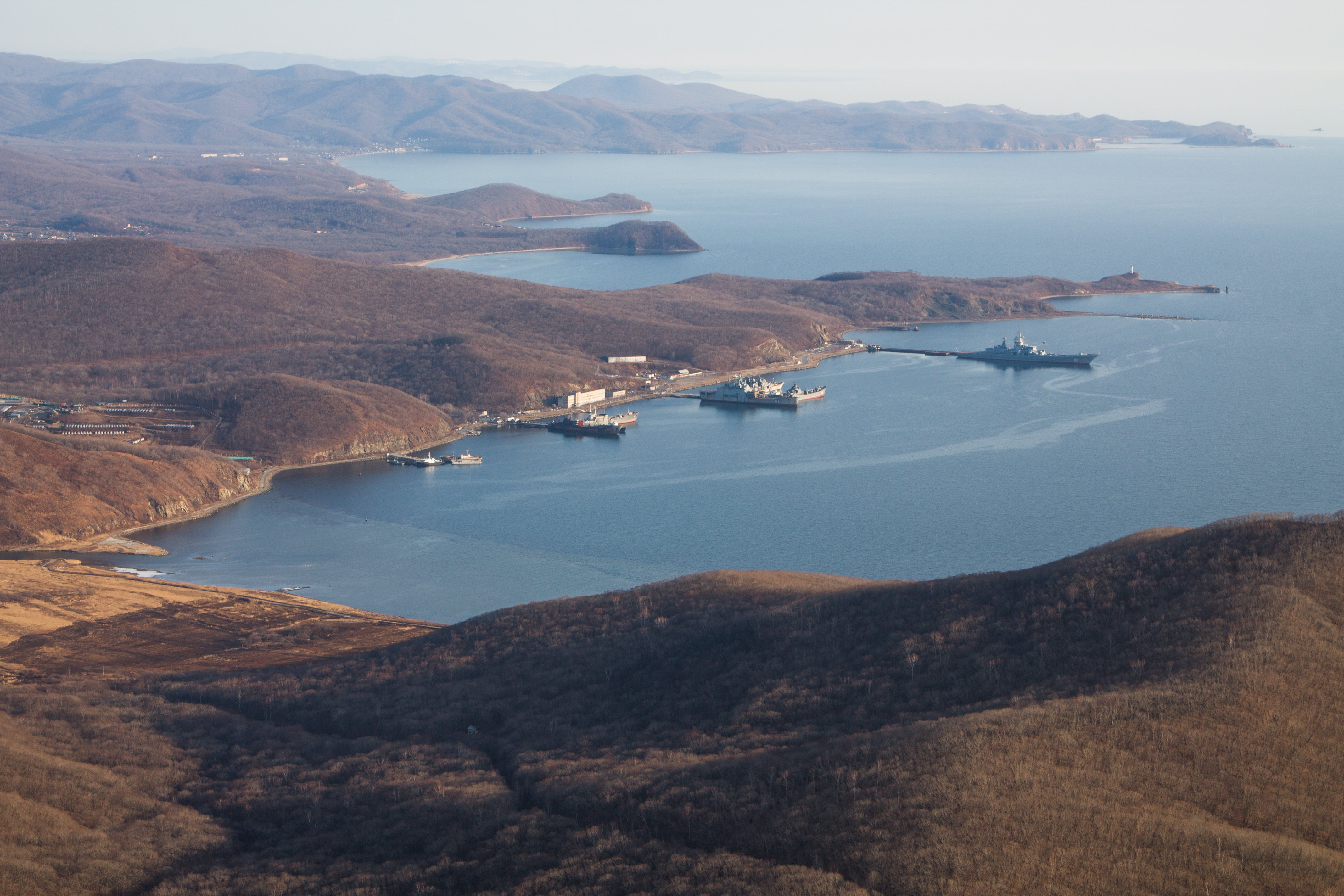
Бухта Абрек

С середины 1930-х годов, когда создавалась система защиты Дальневосточных рубежей страны, формировалась основа нынешнего города-воина, форпоста России на Тихом океане. На карте Фокино появились военные базы Приморской флотилии разнородных сил ТОФ, 10-й оперативной эскадры и других частей Тихоокеанского флота. А главной целью жителей города и всех фокинских организаций стало обеспечение защиты интересов государства в Тихоокеанском регионе.
В Великую Отечественную войну часть сил и средств Тихоокеанского флота была переброшена на Северный флот и участвовала в боях на Баренцевом и других морях. На фронтах в составе морских стрелковых бригад и других частей сражались свыше 140 тысяч моряков-тихоокеанцев.
Во время советско-японской войны Тихоокеанский флот содействовал войскам 1-го Дальневосточного фронта в освобождении Северной Кореи, участвовал в Южно-Сахалинской и Курильской десантных операциях.
В сентябре 1945 года Северная Тихоокеанская военная флотилия была расформирована. В январе 1947 года Тихоокеанский флот был разделён на два флота — 5-й ВМФ (главная база — Владивосток) и 7-й ВМФ (главная база — Советская Гавань). В апреле 1953 года эти флоты были вновь объединены в Тихоокеанский флот.
30 декабря 1959 года с базированием на бухту Павловского (посёлок Тихоокеанский) был сформирован 423-й отдельный дивизион подводных лодок, в который вошла первая атомная ПЛ «К-45» проекта 659 под командованием капитана 2 ранга В. Г. Белашева. Лодка несла на борту крылатые ракеты для применения по наземным целям. Вскоре дивизион был развёрнут в 9-ю отдельную бригаду. В 1961 году К-45 вошла в строй, а 9-я ОБрПЛ преобразована в 26-ю дивизию атомных подводных лодок, первую на Тихоокеанском флоте и на протяжении всей своей истории базировавшуюся в Фокино. 
К началу 1970-х годов на Тихом океане был создан новый океанский ракетно-ядерный флот, который успешно выполнил важнейшую задачу — стратегического сдерживания от развязывания широкомасштабной войны с применением как обычных, так и ядерных средств. В 1978 году в бухте Павловского была сформирована 4-я флотилия подводных лодок ВМФ СССР в составе трёх дивизий (26-я и 21-я базировались на Фокино, 29-я располагалась в заливе Владимира), включавшая все атомные подводные лодки в Приморье, более 20 кораблей.
Посёлок Тихоокеанский Указом Президиума Верховного Совета РСФСР от 4 октября 1980 года № 10-сс выделен из Шкотовского района, переименован в закрытый город Фокино, которому распоряжением крайисполкома от 12 ноября 1980 года № 855-рс был установлен почтовый адрес Шкотово-17 в связи с закрытием территории. Именно эту дату принято считать современным днем основания военно-морской базы в Фокино. С 4 января 1994 года в соответствии с распоряжением Правительства Российской Федерации от 4 января 1994 года № 3-р, администрации Приморского края от 18 февраля 1994 года № 172-р «Об официальных географических названиях населенных пунктов», используется официальное географическое название населённого пункта Шкотово-17 (в советское время база атомных подводных лодок) — город Фокино.
В советский период в город вошли: Тихоокеанский (Шкотово-17), Домашлино (Шкотово-18), Крым (Шкотово-19 — база торпедных и ракетных катеров), Руднево (Шкотово-20), Аскольд (Шкотово-21), Дунай (Шкотово-22, в бухте Чажма находится судоремонтный завод № 30), Разбойник (Шкотово-23), Темп (Шкотово-24), Южнореченск (Шкотово-25), Путятин (Шкотово-26), Абрек (Шкотово-27), Павловск (Шкотово-28).
В августе 1985 года на АПЛ К-431 проекта 675 в бухте Чажма на судоремонтном заводе № 30 произошла авария.

## Современный статус
На декабрь 2014 года — база действующая. После сокращения и расформирования базировавшейся здесь 4-й флотилии АПЛ ЗАТО Фокино (объект «ДальРАО» в бухте Разбойник) выполняет задачу по утилизации и длительному хранению реакторных отсеков атомных подводных лодок, выведенных из состава ВМФ на Дальнем Востоке. В Фокино продолжает действовать подразделение Центра материально-технического обеспечения Тихоокеанского флота.
На Фокино (залив Стрелок) базируется 100-я бригада десантных кораблей Приморского объединения разнородных сил,
К судоремонтному заводу № 30 приписан большой плавучий док БПД-41. Вспомогательный флот базируется на Крым.

## Корабли и суда, дислоцированные в Фокино

### В строю

#### 36-я дивизия надводных кораблей
- «Варяг» — гвардейский ракетный крейсер проекта 11641. Бортовой номер 011, в составе флота с 1989 года.
- «Быстрый» — эсминец проекта 956. Бортовой номер 715, в составе флота с 1989 года(В резерве 2021г).

#### 100-я бригада десантных кораблей
- БДК «Николай Вилков» — большой десантный корабль проекта 1171. Бортовой номер 081, в составе флота с 1974 года. В ремонте.
- БДК «Ослябя» — большой десантный корабль проекта 775. Бортовой номер 066, в составе флота с 1981 года.
- БДК «Адмирал Невельской» — большой десантный корабль проекта 775. Бортовой номер 055, в составе флота с 1982 года.
- БДК «Пересвет» — большой десантный корабль проекта 775М. Бортовой номер 077, в составе флота с 1991 года.
- ДКА «Иван Карцов» — десантный катер проекта 21820 «Дюгонь», в составе флота с 2014 года.
- Д-107 — десантный катер проекта 11770 «Серна». Бортовой номер 650, в составе флота с 2010 года[4].
- Д-704 — десантный катер проекта 1176 «Акула». Бортовой номер 640, в составе флота с 1976 года.
- Д-70 — десантный катер проекта 1176 «Акула». Бортовой номер 677, в составе флота с 1981 года.
- Д-57 — десантный катер проекта 1176 «Акула». Бортовой номер 675, в составе флота с 2007 года.

### В консервации
- «Адмирал Лазарев» — тяжелый атомный ракетный крейсер проекта 11442. Бортовой номер 015, в составе флота с 1984 года. Командир капитан 1 ранга Андрей Гранин. В консервации. С 2008 года ТАРКР «Адмирал Лазарев» стал именоваться 137-й экипаж корабля. Командир 137-го экипажа корабля — капитан 2 ранга Николаев Николай Николаевич.
- «Боевой» — эсминец проекта 956. Бортовой номер 720, в составе флота с 1986 года. В консервации.
- «Безбоязненный» — эсминец проекта 956. Бортовой номер 754, в составе флота с 1990 года. Командир капитан 1 ранга Роман Машек. В консервации.
- «Бурный» — эсминец проекта 956. Бортовой номер 778, в составе флота с 1988 года. С 2005 года находился в ремонте, с 2016 года переведён в резерв.
- «Александр Николаев» — большой десантный корабль проекта 1174. В составе флота с 1982 года. В консервации.
- ГС-207 — Гидрографическое судно проекта 870. В составе флота с 1969 года. С 2012 года находится на отстое в бухте Стрелок.